# Herman Vrijders
Herman Vrijders   (Steenhuffel, 29 de juliol de 1946 - Jette, 16 de juliol de 2022) va ser un ciclista belga que fou professional entre 1968 i 1975.

## Palmarès
- 1965
  -  Campió de Bèlgica amateur en persecució
- 1967
  - Vencedor d'una etapa a la Volta a Bèlgica amateur
- 1969
  - 1r al Gran Premi de Fayt-le-Franc
- 1970
  - 1r a la Brussel·les-Ingooigem
- 1971
  - 1r a la Copa Sels
- 1973
  - 1r al Campionat de Flandes
- 1977
  - 1r al Gran Premi de la vila de Zottegem